# Hanns Fleischer
Hanns Fleischer (* 8. November 1890 in Falkenstein; † 28. April 1969 in Leipzig) war ein deutscher Opernsänger (Tenor).

Hanns Fleischer

## Leben
Fleischer stammte aus der Oberpfalz und wurde ein bekannter Vertreter des Buffo-Faches.
Er war der ältere Bruder von Edytha Fleischer und wirkte ab 1924 als Tenor-Buffo am Neuen Theater in Leipzig. Daneben trat er auch am Alten Theater auf und unternahm mehrere erfolgreiche Gastspiele im In- und Ausland, so gastierte er u. a. in Buenos Aires. Mit dem Ende des Zweiten Weltkrieges endete seine aktive Wirkungszeit.
Während seines Studiums wurde er 1910 Mitglied der Sängerschaft Arion Leipzig.
Am 30. Januar 1938 wurde er von Adolf Hitler mit dem Titel Kammersänger ausgezeichnet.